# And yet, it moves 〜正しい地球の廻し方〜
『and yet, it moves 〜正しい地球の廻し方〜』（アンド イェット イット ムーブス ただしいちきゅうのまわしかた）は、BIGMAMAの3枚目のオリジナルアルバム。2009年11月4日にRX-RECORDSよりリリースされた。

## 概要
前作『Dowsing For The Future』から11ヶ月ぶりのリリース。本作は、全12曲を通して、1つのストーリーで繋がる小説的なアルバムになっている。
「and yet,it moves〜正しい地球の廻し方〜」 発売記念 インストアライブを行った（20091202タワーレコード渋谷店）．このインストアライブは，唯一アルバムの物語順に行われた．
（物語順、1-6-7-4-3-8-5-10-2-9-11-12）。

また本作は2013年8月28日に、1stアルバム『Love and Leave』と2ndアルバム『Dowsing For The Future』と並び、ベストプライス盤と称してジャケットを簡易化させ、シングルCDと同価格の税抜1000円で再リリースされている
。

## 収録曲
| 全作曲・編曲: BIGMAMA。 |                                     |                      |            |      |
| #                       | タイトル                            | 作詞                 | 作曲・編曲 | 時間 |
| 1.                      | 「Overtune」                        | 金井政人             | BIGMAMA    | 1:44 |
| 2.                      | 「かくれんぼ」                      | 金井政人             | BIGMAMA    | 4:28 |
| 3.                      | 「I Don't Need a Time Machine」     | 金井政人・ムマシーン | BIGMAMA    | 3:11 |
| 4.                      | 「as one (2009/7/22)」              | 金井政人             | BIGMAMA    | 4:43 |
| 5.                      | 「No Way Out」                      | 金井政人・リアド偉武 | BIGMAMA    | 4:02 |
| 6.                      | 「Lovescape」                       | 金井政人             | BIGMAMA    | 3:49 |
| 7.                      | 「Where's The Ring?」               | 金井政人・リアド偉武 | BIGMAMA    | 4:15 |
| 8.                      | 「Accelerate」                      | 金井政人             | BIGMAMA    | 3:18 |
| 9.                      | 「Broken Apart」                    | 金井政人             | BIGMAMA    | 3:38 |
| 10.                     | 「The Right」                       | 金井政人             | BIGMAMA    | 6:15 |
| 11.                     | 「ダイヤモンドリング (2035/09/02)」 | 金井政人             | BIGMAMA    | 4:32 |
| 12.                     | 「Roll It Over」                    | 金井政人             | BIGMAMA    | 3:49 |
| 合計時間:               | 合計時間:                           | 合計時間:            | 47:44      |      |